# NGC 1034
NGC 1034 è una galassia irregolare nana situata nella costellazione della Balena, a una distanza di circa 60 milioni di anni luce dalla nostra Via Lattea.

## Scoperta
La galassia è stata scoperta il 12 novembre 1866 dall'astronomo statunitense Francis Leavenworth.

## Descrizione
NGC 1034 presenta una larga riga a 21 cm dell'idrogeno neutro.
Nella galassia sono presenti anche regioni di idrogeno ionizzato.